# Conservation Agriculture
Conservation Agriculture (CA), seltener konservierende Landwirtschaft, umfasst drei Prinzipien der Pflanzenproduktion:
- Konservierende Bodenbearbeitung
- permanente Bodenbedeckung (durch Zwischenfruchtbau oder Mulchen)
- Fruchtwechselwirtschaft